# 163255 Adrianhill
163255 Adrianhill este o planetă minoră (asteroid) din centura de asteroizi. A fost descoperită pe 6 aprilie 2002 la Observatorio de Cerro Tololo⁠(d) de Marc Buie⁠(d). 
Obiectul prezintă o orbită caracterizată de o semiaxă mare de 2,4321971266044 UAi, o excentricitate de 0,20039484667551, o înclinație de 2,0924829055612 ° în raport cu ecliptica.